# Tita Merello
Tita Merello (Laura Ana Merello; * 11. Oktober 1904 in Buenos Aires; † 24. Dezember 2002 ebenda) war eine argentinische Schauspielerin und Sängerin.

## Leben
Merello wuchs nach dem Tod ihres Vaters 1907 im Waisenhaus auf und musste seit ihrer Kindheit für ihren Lebensunterhalt arbeiten. Sie wurde Choristin im Ba Ta Clán, einem Theater im Rotlichtlichtmilieu in der Gegend des Hafens von Buenos Aires. Unter dem Namen La Vedette Rea war sie bald darauf erfolgreich in Modesto Papáveros Stück Leguisamo solo. Ihre Laufbahn als Filmschauspielerin begann sie 1933 in Argentiniens erstem Tonfilm ¡Tango!. Sie trat in ihrer langen Laufbahn bis 1985 in mehr als 30 Filmen als Schauspielerin und Sängerin auf und hatte Rollen im Theater und Fernsehen. In Radiosendungen war sie bis ins hohe Alter präsent.
1927 nahm sie beim Label Odeon die Tangos Te acordás reo von Emilio Fresedo und Volvé mi negra von José María Rizzuti (nach einem Text von Fernando Diez Gómez) auf. Beim Label Victor entstanden 1929 20 Aufnahmen, darunter Tata iévame p'al centro, Che pepinito und Te has comprado un automóvil. Nach längerer Pause nahm sie 1954 mit Francisco Canaros Orchester u. a. El choclo, Se dice de mí, Arrabalera, Niño bien, Pipistrela und Llamarada pasional (eine eigene Luis Sandrini gewidmete Komposition) auf. Mehr als 40 Titel nahm sie in den 1960er und 1970er Jahren mit den Orchestern von Carlos Figari und Héctor Varela auf.

## Filmographie
- 1933: ¡Tango!
- 1934: Ídolos de la radio
- 1935: Noches de Buenos Aires
- 1937: Así es el tango
- 1937: La fuga
- 1942: Ceniza al viento
- 1942: 27 millones
- 1947: Cinco rostros de mujer
- 1949: Don Juan Tenorio
- 1949: La historia del tango
- 1949: Morir en su ley
- 1950: Filomena Marturano
- 1950: Arrabalera
- 1951: Inselbewohner (Los isleros)
- 1951: Vivir un instante
- 1951: Pasó en mi barrio
- 1952: Deshonra
- 1954: Guacho
- 1955: Mercado de abasto
- 1955: Para vestir santos
- 1955: El amor nunca muere
- 1958: La morocha
- 1961: Amorina
- 1964: Los evadidos
- 1965: Los hipócritas
- 1965: Ritmo nuevo, vieja ola
- 1965: La industria del matrimonio
- 1967: ¡Esto es alegría!
- 1967: El andador
- 1969: ¡Viva la vida!
- 1974: La Madre María
- 1976: El canto cuenta su historia
- 1980: Los miedos
- 1985: Las barras bravas